# クイズ!歌うぞ音楽王
『クイズ!歌うぞ音楽王』（クイズ!うたうぞおんがくおう）は、1996年4月15日から同年9月9日までフジテレビ系列（関西テレビなど一部地域を除く）で毎週月曜19:00 - 19:54で放送されていたクイズ番組である。

## 番組概要
1995年5月に、「超豪華特別版!最強音楽クイズ大爆笑編 イントロからボウズめくりまで笑えるものまであれば笑えないものもありますスペシャル!」として、2時間の特別番組で放送され、この放送から約1年後にレギュラー放送となった。
解答者は全て芸能人で、イントロクイズを中心とした音楽クイズ・ゲームを行った。 末期の2回の放送は、クイズ・ゲームはなく、出演者（飯島愛）の人生を振り返る内容となっていた。

## 出演者

### 司会
- 中山秀征
- 松本明子

### レギュラー・準レギュラー
- 川合俊一
- ダチョウ倶楽部
- 松村邦洋
- 田代まさし
- キャイ〜ン
- MAX
- 鈴木紗理奈
- 飯島愛
- マルシア
- 有賀さつき
- 遠藤久美子ほか

## ルール
- 2人（チームによっては3人以上も）1チームの対抗戦

### 前期
- 5チーム参加
- 最終コーナー以外の各コーナーで、成績が最も優秀だったチームが金貨を3枚獲得し、2位のチームが1枚獲得する。
- 獲得した金貨（1～3枚で問題が進むに連れて枚数が多くなる｡）を、最終コーナーの「イントロフィーバー ハンターチャンス（早押しイントロクイズ）」で奪い合い、最終的に一番多く金貨を持っていたチームが優勝。「音楽王」となる。
- 音楽王になったチームは賞金100万円を賭けた「フィーバーチャンス」に挑戦する。

### 後期
- 4チーム参加
- クイズ・ゲームを行い、合計点の最も多いチームが優勝。「ゴールデンマイク」を獲得する。
- 300点に到達すれば「音楽王」となり、世界のどこでも行ける海外旅行が獲得できる（前述の「ゴールデンマイク」も獲得できる）。

## 出題された主なクイズ・ゲーム

### 前後期両方
- ケツ唄っちゃダメ歌合戦（因みに、当コーナーは川合俊一が考案した｡）
当時の最新ヒット曲を、1人1フレーズずつ順番に唄っていく。
最後の1フレーズを唄ってしまうとアウト。その時は前から炭酸ガスが噴射される。
前期のみ1人1フレーズ毎に10点加算するが、アウトになった人がいるチームはそれまでの点数が0点となり、コーナーチャンピオンを決めた。後期はアウトになった人がいるチームはそれまでの点数が0点。「FNS超テレビの祭典」ではアウトになった人がいるチームはそれまでの点数が100点減点。
同様の企画として番組終了後に放送されたテレビ東京「ハロー!モーニング。」の「ラストフレーズを唄っちゃダメ」がある。

### 前期
- イントロフィーバー
早押しのイントロクイズ。
- イメージフィーバー
ある曲の歌詞をダジャレに置き換えたVTRを見て、その歌詞の曲のタイトルを当てる早押しクイズ。
- フィーバーチャンス
音楽王は、1列につき4つ（2つが「音楽王」、1つが「負けチーム」、1つが「視聴者」途中から「観客」）ある3列のパネルから各列1つずつ選ぶ。3つが一致すれば該当チームに賞金100万円、2つ一致なら賞金50万円。3つとも全て違う項目なら、「サドンデス」の列を使って賞金50万円を獲得するチームを決める。

### 後期
- パニパニパニック
代表者1名が解答席に座って挑戦する。
予め選んだ形式の問題（流れてきた曲の正しいタイトルを選ぶ四択、流れた部分の続きを歌う等）が連続で10問出題される。
正解数が3問以下だと、解答席が前後左右に激しく揺れるペナルティがある。
- ラップちょうちんDAYONE
お座敷遊びの「大きなちょうちん 小さなちょうちん」を、当時流行のラップを使って行うゲーム。
ラップのBGMに合わせて、指名された人は手の形を「大きいちょうちん」か「小さいちょうちん」の形にしながら、手の形とは逆のちょうちんを言う（「大きいちょうちん」と言いながら手は小さいちょうちん。もしくは、「小さいちょうちん」と言いながら手は大きいちょうちん。）。
指名を繰り返していき、間違えたら脱落していく生き残り方式。なお、解答者は赤と白の風船を頭に付け、脱落したら、中山に風船を割られる。
- マルチトラック曲あてシュート
1人がバスケットボールをゴールに入れる度に加わっていく音から、もう1人が何の曲を演奏しているのかを当てる。
- 割れたらアウト ドキドキオンガキンルーレット
1人が解答、もう1人はロシアンルーレットの下に座る。
予め選んだジャンルの問題10問が連続で出題されるので、口答で解答。
間違えると、ロシアンルーレットが1コマ回転する。
10問全て出し終わるか、運悪く風船が割れてしまった時点で終了。
得点は正解数×10点獲得。全問正解すればボーナス点込みで300点

## スタッフ
- 構成：山路勝也、大田一水、畔柳賢朗、馬場隆
- 技術：藤本敏行
- カメラ：長瀬正人
- VE：水野博道
- 音声：石井俊二
- 照明：八木原伸治
- 音響効果：古屋暢（4-Legs）
- 編集：真壁一郎（IMAGICA）
- MA：円城寺暁（IMAGICA）
- TK：山中京子
- 美術プロデューサー：北林福夫
- デザイン：越野幸栄（フジテレビ）
- 美術進行：堀部信行
- 大道具：松尾茂毅
- アートフレーム：津田忠直
- アクリル装飾：太田浩
- 視覚効果：中山信男
- 電飾：森智
- メカニック：福田隆正
- メイク：豊田小百合
- マルチ：樋口正人、林博実
- CG：GIMICK、メメックス
- アレンジ：KTS企画 若田部和幸、川上慎一
- 技術協力：ニユーテレス、FLT
- 美術協力：フジアール
- ロケ技術：スウィッシュ・ジャパン
- 協力：JOYSOUND、NS
- 編成：原田冬彦（フジテレビ）
- 広報：名須川京子（フジテレビ）
- SPECIAL THANKS：きくち伸（フジテレビ）
- AP：高橋郁男
- ディレクター：宇梶英二、須藤勝
- 演出：中村肇
- プロデューサー：小西康弘（フジテレビ）、西敏也（ビー・ブレーン）、柴田直哉（渡辺プロダクション）
- 制作協力：ビー・ブレーン、渡辺プロダクション
- 制作：フジテレビ第二制作部
- 制作著作：フジテレビジョン